# Liste der Kulturdenkmale in Nordermeldorf
In der Liste der Kulturdenkmale in Nordermeldorf sind alle Kulturdenkmale der schleswig-holsteinischen Gemeinde Nordermeldorf (Kreis Dithmarschen) aufgelistet (Stand: 10. März 2025).

## Legende
In den Spalten befinden sich folgende Informationen:
- Objekt-ID: die Nummer des Kulturdenkmales
- Lage: die Adresse des Kulturdenkmales und die geographischen Koordinaten. Kartenansicht, um Koordinaten zu setzen. In der Kartenansicht sind Kulturdenkmale ohne Koordinaten mit einem roten Marker dargestellt und können in der Karte gesetzt werden. Kulturdenkmale ohne Bild sind mit einem blauen Marker gekennzeichnet, Kulturdenkmale mit Bild mit einem grünen Marker.
- Offizielle Bezeichnung: Bezeichnung des Kulturdenkmales
- Beschreibung: die Beschreibung des Kulturdenkmales
- Bild: ein Bild des Kulturdenkmales

## Bauliche Anlagen
| Objekt-ID | Lage                                       | Offizielle Bezeichnung       | Beschreibung | Bild |
| --------- | ------------------------------------------ | ---------------------------- | --- | ---- |
| 19898     | Koogstraße 15 (54° 7′ 56″ N, 8° 59′ 39″ O) | Wohn- und Wirtschaftsgebäude | Wohn- und Wirtschaftsgebäude, sog. Hof Christianskoog; Ende 19. Jh.; giebelständiger, freistehender, eingeschossiger unverputzter Ziegelbau mit reetgedecktem Halbwalmdach und Zwerchhaus - Begründung: geschichtlich, Kulturlandschaft prägend - Schutzumfang: Wohn- und Wirtschaftsgebäude, - Denkmaltyp: Bauliche Anlage | BW   |

## Quelle
- Liste der Kulturdenkmale in Schleswig-Holstein – Kreis Dithmarschen (PDF)

- Karte mit allen Koordinaten:
- OSM |
- WikiMap